# Liberia en los Juegos Paralímpicos de Londres 2012
Liberia estuvo representada en los Juegos Paralímpicos de Londres 2012 por un deportista masculino. El equipo paralímpico liberiano no obtuvo ninguna medalla en estos Juegos.